# Karin Ritter
Karin Ritter (* 12. April 1944 in Oppeln (Schlesien) als Karin Holtzhausen; † November 1990) war eine deutsche Ärztin, die in der Friedensbewegung in der DDR engagiert war. Sie war Mitbegründerin der Gruppe „Frauen für den Frieden“ in Schwerin.

## Leben
Ritter studierte Medizin und promovierte 1970 an der Humboldt-Universität in Ost-Berlin. Nach dem Studium arbeitete sie als Ärztin in Schwedt/Oder. 1976 zog sie nach Güstrow und begann ihr Engagement in der kirchlichen Friedensarbeit. Von 1983 bis 1987 arbeitete Ritter als Kinderärztin am Anna-Hospital in Schwerin. Von 1988 bis 1989 arbeitete Ritter in einer Poliklinik auf dem Großen Dreesch in Schwerin.
1984 gründete Ritter in Schwerin zusammen mit Anne Drescher eine Gruppe von „Frauen für den Frieden“. Beim Evangelischen Kirchentag 1988 in Rostock arbeitete Ritter in der Gruppe „Friedenserziehung in Schule und Gesellschaft“ mit. Von 1986 bis 1987 wurde sie zur stellvertretenden Vorsitzenden der „Arbeitsgruppe Frieden“ der Evangelisch-Lutherischen Landeskirche Mecklenburgs gewählt. Gewählter Vorsitzender war der Bürgerrechtler Heiko Lietz, mit dem Karin Ritter schon länger befreundet war. Ritter pflegte viele Kontakte zu Bürgerrechtlern in Berlin, insbesondere zu Bärbel Bohley und Ulrike Poppe.
Ab 1979 wurde Ritter von der Staatssicherheit beobachtet und verfolgt. Die Staatssicherheit führte Zersetzungsmaßnahmen gegen Ritter aus. Sie wurde unter anderem beruflich diskreditiert, abgehört, ihre Wohnung heimlich durchsucht und dabei absichtlich in Unordnung gebracht. Zum Beispiel hängten Stasi-Mitarbeiter Bilder von der Wand oder wechselten Handtücher im Bad. Ziel war die psychische Zerrüttung, der Selbstzweifel und die Isolation. Karin Ritter litt in Folge dieser jahrelangen Maßnahmen an Angstzuständen und Depressionen, und zog sich ab 1988 zunehmend aus der politischen Arbeit zurück. Im November 1990 verübte Ritter in Folge der Zersetzung durch die Staatssicherheit Suizid.
2012 wurde im „Dokumentationszentrum Schwerin“ eine Ausstellung mit dem Titel „Mutige Frauen: Widerständiges Verhalten in Zeiten von Diktaturen“ eröffnet. Darin wurde sechs Frauen gedacht, die während der Zeit des Nationalsozialismus, unter sowjetischer Besatzung und in der DDR politischen Widerstand geleistet hatten. Karin Ritter und Annette Beleites standen dabei für widerständiges Verhalten in der DDR.